# 2MASS J2126–8140
2MASS J21265040−8140293，或稱為2MASS J2126−8140，是一顆環繞紅矮星TYC 9486-927-1的太陽系外行星，距離地球24.75± 4.25秒差距。該行星是已知的行星中軌道周期最長（接近100萬年），並且距離母恆星最遠的太陽系外行星（超過4500天文單位）。它的推測質量、光譜、表面有效溫度都與已有大量研究成果的行星繪架座βb相近。